# Boueta Mbongo
Boueta Mbongo (Bweta Mbongo ou Bueta Mbongo en kikongo; né vers 1860 sous le nom de Malonga Mi‑Mpanzu et mort le 11 novembre 1898) est un chef traditionnel kongo-lari et une figure majeure de la résistance contre la colonisation française. Il est aujourd’hui considéré comme un héros national au Congo-Brazzaville.

## Biographie

### Origines et autorité locale
Boueta Mbongo appartient au peuple kongo-lari, dans la région de Brazzaville. Chef de clan (mfumu kanda) et chef de terre (mfumu tsi), il est une autorité reconnue, notamment dans la région de Kimpandzou. Son pouvoir repose sur les structures lignagères et les pratiques spirituelles de la société kongo.
Son nom, en langue kikongo, a pour signification : celui qui donne l’argent avec parcimonie.

### Résistance à la colonisation
À la fin du XIXe siècle, Boueta Mbongo s’oppose aux violences et aux corvées imposées par les autorités coloniales françaises, et notamment à l’administration du capitaine Marchand et aux milices recrutées localement. Il dénonce l’exploitation des siens et les brutalités des tirailleurs, ce qui le place dans le sillage de la rébellion menée quelques années plus tôt par Mabiala Ma Nganga. À la mort de ce dernier en 1896, Boueta Mbongo devient la principale figure de la résistance kongo-lari.

### Mort
En 1898, Boueta Mbongo est attaqué par les troupes coloniales dirigées par le lieutenant Lucien Fourneau. Il est tué le 11 novembre 1898, décapité, et son corps jeté dans la rivière Lufulakari. Ce meurtre brutal met fin à un cycle de résistance populaire dans la région.

## Mémoire et postérité
Sa mémoire est activement entretenue par l’Association des Amis de Boueta Mbongo (A.A.B.M), fondée et dirigée par l’écrivain Isidore Louengo. Cette structure culturelle vise à valoriser les figures de la résistance africaine et congolaise contre la colonisation, et œuvre à la diffusion de la mémoire historique auprès des jeunes générations.
L’association organise régulièrement des hommages et commémorations, notamment à son siège situé dans le quartier Kibina, à Madibou, 8ᵉ arrondissement de Brazzaville. Elle rend aussi hommage à d'autres grandes figures nationales, comme Marien Ngouabi, Alphonse Massamba-Débat et le cardinal Émile Biayenda, assassinés en mars 1977. Selon Isidore Louengo, la mémoire de ces personnalités, au même titre que celle de Boueta Mbongo, incarne un idéal de probité et de résistance, dans un contexte politique marqué aujourd’hui par la corruption et les anti-valeurs.
Une avenue porte le nom de Boueta Mbongo dans la commune de Ouenzé, à Brazzaville.

## Citation
L'écrivain et chercheur Isidore Louengo qualifie Boueta Mbongo de « personnage controversé et multidimensionnel de l’histoire coloniale [...] il a incarné une figure centrale de l’opposition à l’expansion française du Congo ».